# Peter von Krafft
Peter von Krafft (* 18. September 1861 in Düsseldorf; † nach 1894) war ein deutscher Genremaler der Düsseldorfer Schule.

## Leben
Von Krafft studierte in den Jahren 1878 bis 1886 an der Kunstakademie Düsseldorf. Dort waren Hugo Crola, Heinrich Lauenstein, Eduard Gebhardt, Julius Roeting, Peter Janssen d. Ä. und Carl Ernst Forberg seine Lehrer. Alle attestierten ihm gute bis sehr gute Leistungen, Letzterer „sehr viel Begabung“. Von Krafft schuf insbesondere Aquarelle, die auf den Dresdner Aquarell-Ausstellungen 1887 und 1892 gezeigt wurden. Für das Stadttheater Düsseldorf führte von Krafft, den der Kunstschriftsteller Friedrich Schaarschmidt als einen Vertreter des Naturalismus kennzeichnete, „eigenartige Bemalungen“ der Voute mit Putten als Monatsrepräsentanten durch. Die Ausmalung der Decke des Zuschauerraums führte er zusammen mit Horace de Saussure unter der Leitung von Wilhelm Sohn aus. In Düsseldorf war von Krafft Mitglied des Künstlervereins Malkasten.